# Steve Wied
Pour les articles homonymes, voir Wied.
Stephen Frederick Wiederhold (né le 18 mai 1964), connu sous le nom de Steve Wied, est un musicien américain qui était le batteur original des groupes de grunge Tad et Willard basés à Seattle, dans l'État de Washington. Wied avait joué dans les groupes Skin Yard et Death and Taxes, avant d'être recruté par Tad Doyle en 1988 pour former le groupe Tad. Avec Wied, Tad a sorti God's Balls, Salt Lick et 8-Way Santa, ainsi qu'une tournée en Europe avec son compatriote Nirvana de Seattle lors de la tournée Heavier Than Heaven.
Pendant leur séjour à Tad, Wied et Pete Litwin de Coffin Break ont fondé un groupe "anti-Mother Love Bone" appelé Daddy Hate Box, en réponse au fait que Mother Love Bone ait obtenu un bon contrat d'enregistrement. Ils ont sorti un EP intitulé Sugar Plough, produit par Jack Endino, membre du groupe Wied's Skin Yard et producteur de Tad, et ils se sont séparés peu de temps après sa sortie.
En 1991, Wied quitte Tad pour un nouveau groupe, Willard. Ils ont sorti un album, Steel Mill, également produit par Jack Endino. Après Willard, Wied crée le groupe Foil.